# سوزانه لوتار
سوزانه لوتار (بالألمانية: Susanne Lothar)‏ (و. 1960 – 2012 م) هي ممثلة، وممثلة تلفزيونية، وممثلة مسرحية، وممثلة أفلام من ألمانيا . ولدت في هامبورغ.
توفيت في برلين، عن عمر يناهز 52 عاماً.

## جوائز
حصلت على جوائز منها:
- ميدالية كاينز  [لغات أخرى]‏.

## روابط خارجية
- سوزان لوثار على موقع IMDb (الإنجليزية)
- سوزان لوثار على موقع مونزينجر (الألمانية)
- سوزان لوثار على موقع ألو سيني (الفرنسية)
- سوزان لوثار على موقع ميوزك برينز (الإنجليزية)
- سوزان لوثار على موقع تيرنر كلاسيك موفيز (الإنجليزية)
- سوزان لوثار على موقع أول موفي (الإنجليزية)
- سوزان لوثار على موقع قاعدة بيانات الأفلام السويدية (السويدية)
- سوزان لوثار على موقع إن إن دي بي (الإنجليزية)
- سوزان لوثار على موقع ديسكوغز (الإنجليزية)
- سوزان لوثار على موقع قاعدة بيانات الفيلم (الإنجليزية)